# Lisa Ekdahl
Pour son premier album, voir Lisa Ekdahl (album).
Lisa Ekdahl est une chanteuse suédoise de pop/folk et de jazz, née le 29 juillet 1971 à Stockholm en Suède ; elle a grandi dans une petite ville appelée Mariefred.

## Biographie
Née en 1971 en Suède, la jeune Lisa Ekdahl a découvert la guitare, enfant, par le biais d'un voisin qui, par ailleurs l'a également emmenée à un concert de Bob Dylan. Plus tard, elle décida d'étudier la musique et à 18 ans elle déménagea à Stockholm où elle commença à chanter le jazz avec le groupe The Peter Nordahl Trio. À cette époque, elle n'avait encore fait aucun enregistrement mais uniquement des concerts avec le groupe. Pendant qu'elle chantait du jazz, Lisa a commencé à écrire ses propres musiques et paroles en suédois. Quelques-unes de ces premières chansons peuvent être entendues sur son premier album Lisa Ekdahl.
Elle signa son premier contrat quand on lui demanda de chanter pour l'artiste suédois Toni Holgersson. Pendant une pause, elle chanta une de ses propres chansons et le producteur de Toni lui proposa de faire un album avec ses chansons. Son premier album est sorti en 1994 et a eu un énorme succès en Scandinavie. Son  album fut quadruple platine  et a reçu  trois  Grammy Awards. Lisa avait alors 22 ans. Depuis, Lisa a continué à écrire de la musique et à chanter du jazz, de la pop et de la bossa nova.
Sa chanson L'aurore issue de son album Lisa Ekdahl Sings Salvadore Poe figure dans la bande originale du film Je crois que je l'aime réalisé par Pierre Jolivet en 2007.
Son album Give Me That Slow Knowing Smile a eu un succès important en France, où son concert à l'Olympia s'est déroulé le 19 juin 2009 à guichets fermés.
En 2014, elle sort Look to your own heart, un album de compositions originales en anglais.
Elle a été mariée avec Salvadore Poe, musicien sud-américain qu'elle a connu en arpentant l'Himalaya, entre 1999 et 2005. Il compose certaines de ses chansons.
Elle vit aujourd'hui à Södermalm.

## Discographie

### Albums
- 1994 : Lisa Ekdahl
- 1996 : Med kroppen mot jorden
- 1997 : When Did You Leave Heaven (avec Peter Nordahl Trio)
- 1997 : Bortom det blå
- 1998 : Back to Earth (avec Peter Nordahl Trio)
- 2000 : Lisa Ekdahl Sings Salvadore Poe
- 2004 : Olyckssyster
- 2006 : Pärlor av glas
- 2009 : Give Me That Slow Knowing Smile
- 2014 : Look to Your Own Heart
- 2017 : När Alla Vägar Leder Hem
- 2018 : More Of The good
- 2021 : Grand Songs

### Compilations / Live
- 2002 : Heaven, Earth and Beyond (Compilation)
- 2003 : En samling sånger (Compilation)
- 2011 : Lisa Ekdahl at The Olympia, Paris (Live)

## Collaborations
- Henri Salvador (Chambre avec vue, 2002) : All I Really Want Is Love
- Élie Semoun (Chansons, 2003) : La Minute de silence
- Rod Stewart (As Time Goes By: the Great American Songbook 2, 2003) : Where or When
- Cocoon (I Don't Mind, 2010) : I Don't Mind

## Récompenses
- Rockbjörn : meilleure artiste féminine (1994)
- Trois Swedish Grammys, artiste de l'année, artiste féminine pop-rock de l'année et meilleur album de l'année (1994)